# Mariakapel (Geulle aan de Maas)

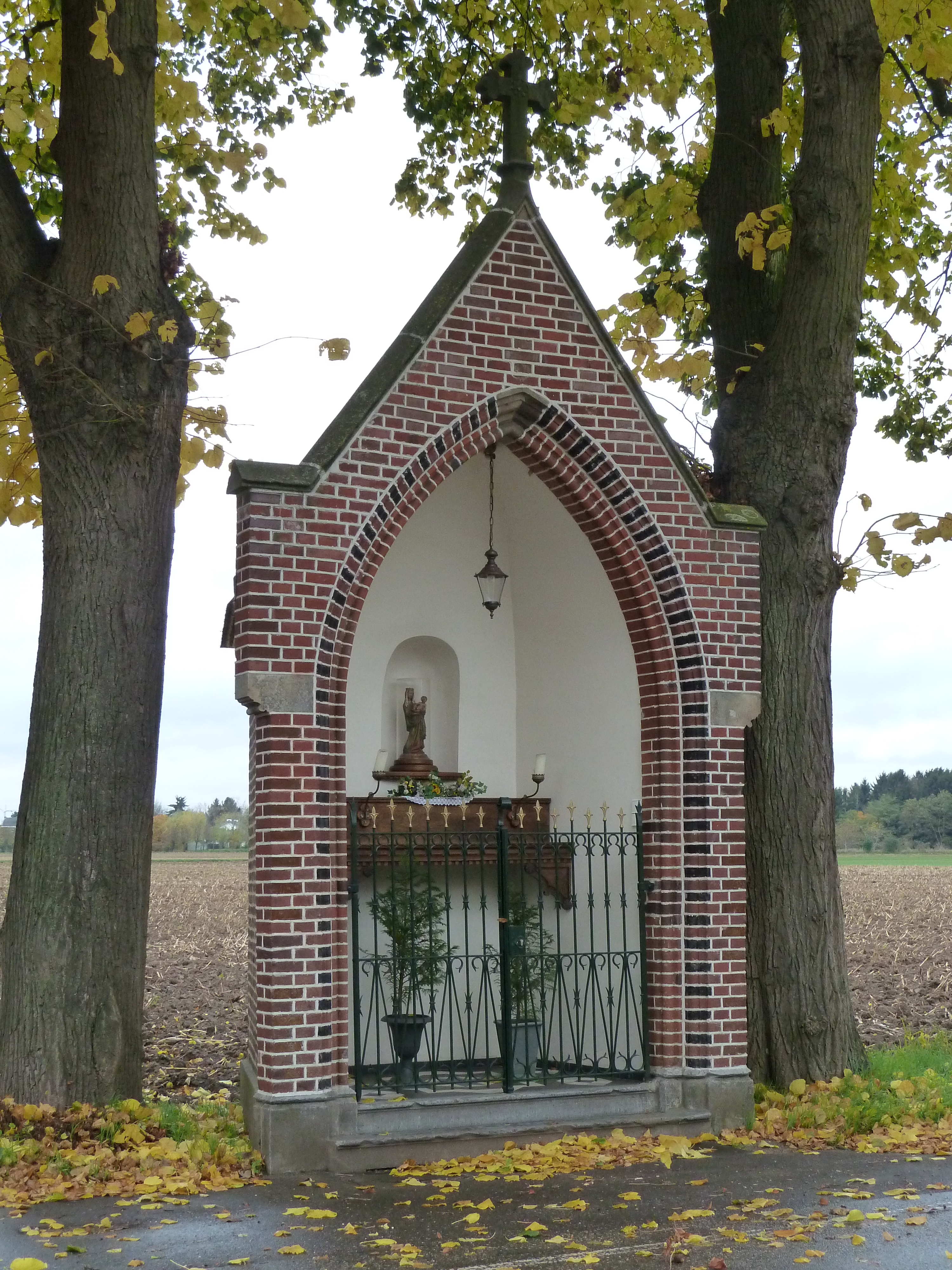
De Mariakapel

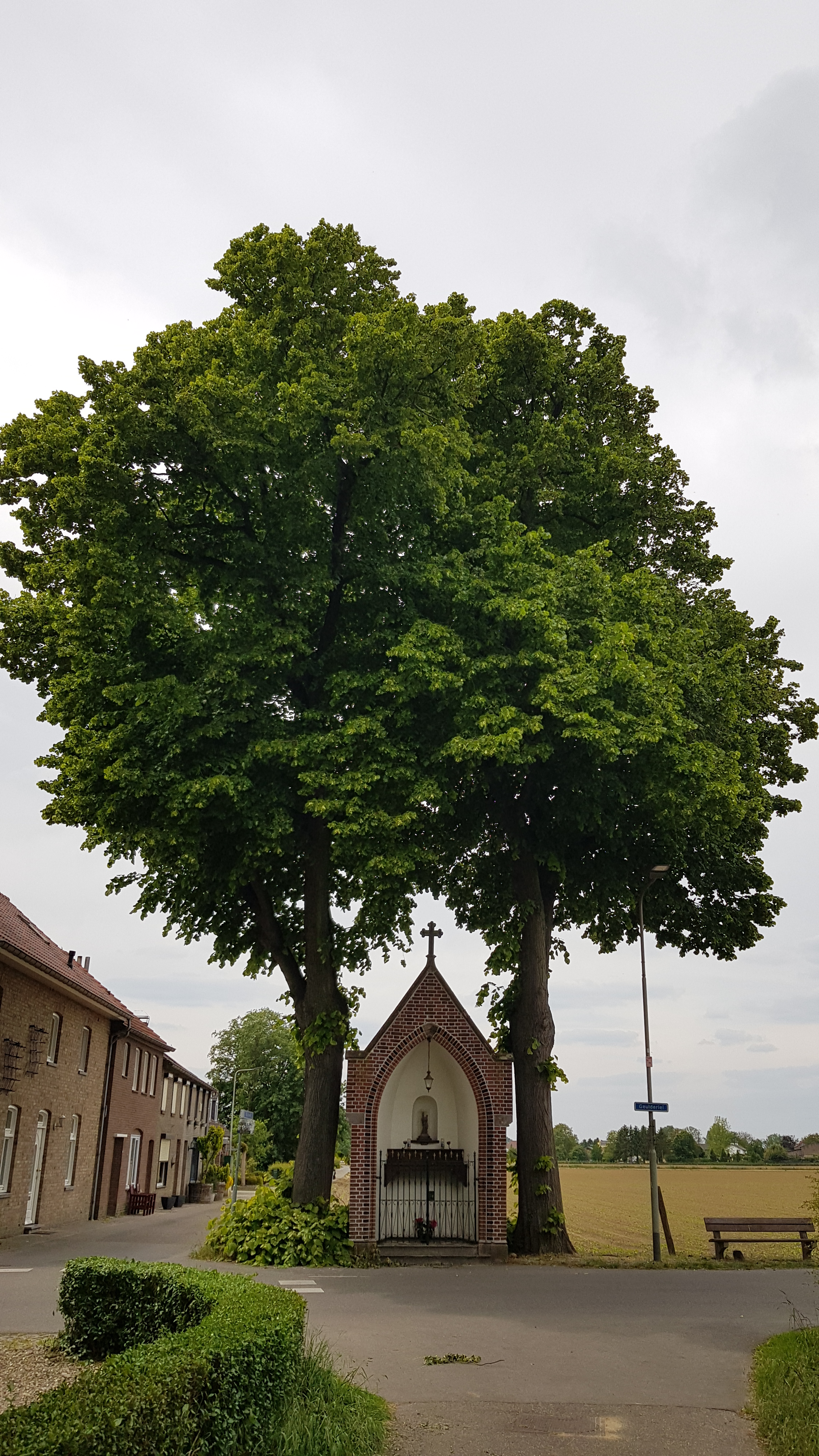
De kapel onder de bomen

De Mariakapel is een kapel in Geulle aan de Maas bij Geulle in de Nederlands Zuid-Limburgse gemeente Meerssen. De kapel staat aan de zuidkant van de buurtschap aan een kruising van de straten Gank en Geulderlei. Op ongeveer 100 meter naar het noordoosten ligt het Kasteel Geulle en op ongeveer 100 meter naar het zuidoosten ligt de brug van Geulle die het Julianakanaal overspant. Op ongeveer 400 meter naar het noorden staat aan het Kerkplein de Sint-Antoniuskapel met daar tegenover de Sint-Martinuskerk.
De kapel is gewijd aan Maria.

## Geschiedenis
Op 16 juli 1889 werd de kapel gesticht door Jonkheid van Westbroek (van het kasteel) samen met de jonkheid, zodat de kapel kon dienen als rustaltaar tijdens de processie.
In 1983 restaureerde de buurtvereniging de kapel.

## Bouwwerk
De open bakstenen kapel van veldbrandsteen staat tussen twee lindebomen op een trapeziumvormig plattegrond en wordt gedekt door een schilddak met bitumineuze shingles. In de achterwand is een gevelsteen aangebracht met de datum 16 juli 1889. De frontgevel is een topgevel met verbrede aanzet en heeft schouderstukken. De deklijst is van zandsteen en de gevel wordt bekroond met een stenen kruis. In de frontgevel is de geprofileerde spitsboogvormige toegang aangebracht die wordt afgesloten met een halfhoog smeedijzeren hek. In de buitenste booglijst zijn om en om zwart geglazuurde stenen gebruikt.
Van binnen is de kapel wit gepleisterd en op de achterwand is een houten altaarblad aangebracht. Boven het altaar is in de achterwand een rondboognis aangebracht waarin het Mariabeeldje geplaatst is. Het beeldje staat in een stolp van plexiglas en toont Maria met op haar arm het kindje Jezus.